# Louis-Xavier Gargan
Pour les articles homonymes, voir Gargan.
Louis-Xavier Gargan, né le 20 janvier 1816 et mort le 19 octobre 1886, est un constructeur-mécanicien et un inventeur français, qui a notamment inventé le wagon-citerne.
Il est également connu pour avoir été à l'origine du développement du quartier de Gargan de la ville, qui attachera son nom à celui d'origine, Livry, pour se renommer en 1912 Livry-Gargan. Il était aussi l'un des promoteurs de la Ligne de Bondy à Aulnay-sous-Bois (dite aussi ligne des Coquetiers) qui possède depuis sa création en 1875 la gare de Gargan.

## Biographie
Louis-Xavier Gargan est né le 20 janvier 1816 à Coucy-le-Château.
En 1826, il commence son apprentissage à Paris, dans les ateliers de mécanique le conduisant immanquablement vers la grande affaire du siècle : le chemin de fer. Après avoir étudié dans différents ateliers, il suit des cours au Conservatoire national des arts et métiers.
De 1847 à 1873, il dépose treize brevets d'invention. Son destin ferroviaire est scellé, lors de la première exposition universelle de Londres en 1851, où il est envoyé par la Chambre de commerce de Paris, en tant que délégué.
En 1854, il acquiert un terrain, et il crée les ateliers Gargan dans un champ du village de La Villette, intégré à Paris en 1860. Son entreprise construit des locomotives (machines à vapeur) et des voitures. Il obtient alors sa première commande de la compagnie du chemin de fer d'Orsay, soit quatre tenders et des wagons, pour les compagnies du Nord et Est.
En 1859, Louis-Xavier Gargan élabore le plan du premier wagon-citerne, qui permet d'approvisionner en eau potable le chantier du canal de Suez, entrepris par Ferdinand de Lesseps. Il est construit un an plus tard. Le jury de l'exposition universelle de 1860 à Paris lui décerne une médaille d'or pour cette invention.

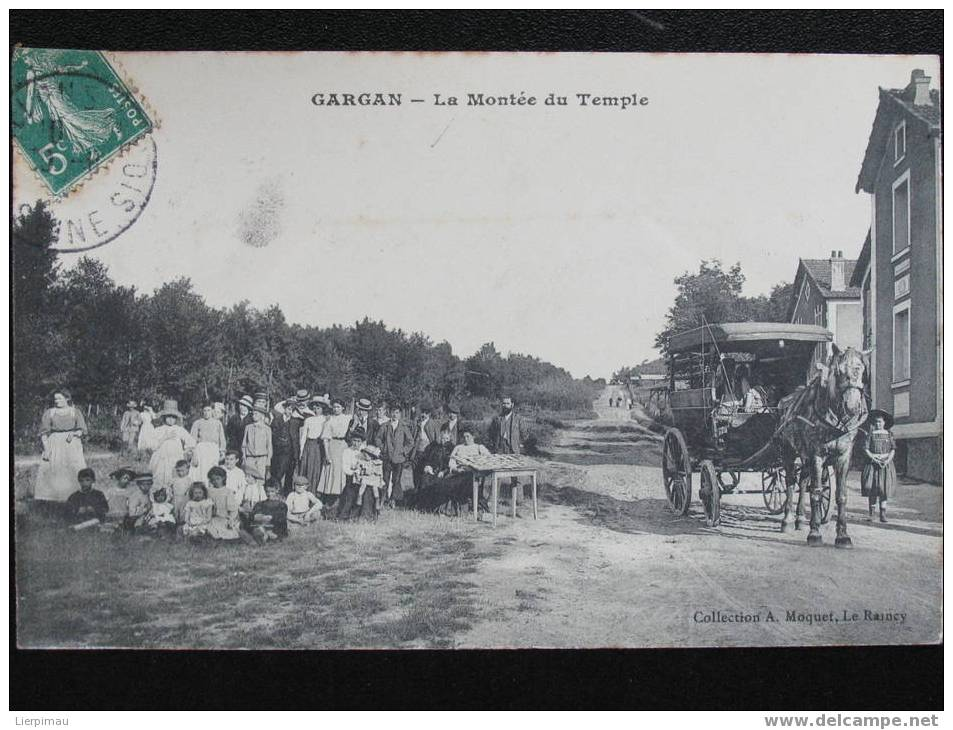
La montée du Temple

Vers 1860-1861, il acquiert un second terrain sur la route du Raincy à Livry (Montée du Temple et boulevard de la République) et il y fait bâtir une maison d'habitation, puis peu après, sur d'autres parcelles, il fait édifier une seconde usine et une scierie.
Alors installé dans la ville de Livry, Gargan met en œuvre peu à peu la révolution industrielle. La scierie mécanique permet de transformer les nombreuses forêts environnantes en autant de couvertures de wagons. Ceux-ci permettent à l'industriel de concrétiser, en 1875, un projet au long cours : la liaison ferroviaire entre Aulnay et Bondy, dotant ainsi le quartier d'une nouvelle gare, appelée Gargan. Cette ligne nouvelle permet l'acheminement des grumes vers son usine de la Villette à Paris.
Bientôt un double village se construit : d'un côté, le jeune Livry et de l'autre, le quartier que les habitants nomment Gargan.
En 1868, il réussit à obtenir un accord de principe pour établir une voie ferrée afin de relier les ateliers de la Villette à ceux de Livry. Un an plus tard, un incendie détruit une partie des ateliers. À peine reconstruits, la guerre franco-allemande éclate. Les machines sont détruites et les stocks pillés. Retranché à la Villette, il est élu maire adjoint de l'arrondissement et organise la défense dans son quartier.
À la fin de la guerre, il fait reconstruire l'usine et fournit ainsi du travail aux Livryens. Il réactive peu après le projet de la ligne de chemin de fer entre Bondy et Aulnay-sous-Bois, inauguré le 30 mai 1875.
Depuis 1871, Xavier Gargan siège au conseil municipal. Il tente de faire progresser l'idée de l'instruction publique, sans y parvenir. Il s'en détache en 1878. La même année, il est membre du jury de l'Exposition universelle et fait chevalier de la Légion d'honneur.
Parallèlement, les ateliers de Paris connaissent la faillite, et les ateliers de Livry ont été incendiés. Gargan doit vendre les terrains de Livry. En 1884, ses biens sont adjugés par le tribunal civil de la Seine à Charles-Édouard Brochot, agent de change de Paris. Il se retire alors dans son pays natal, dans la « Maison du Gouverneur ». La faillite de la ligne, dont il était le principal actionnaire, le plonge dans la misère. Il est alors obligé d'accepter la charge d'administrateur d'un asile d'aliénés à Prémontré, près de Coucy.
Il meurt à Coucy-le-Château le 19 octobre 1886.

## Brevet d'invention
- 23 juillet 1859, brevet d'invention n°23354 : pour un wagon-citerne servant au transport de tous les liquides par voies ferrées[3].

## Distinctions, récompenses et hommages

### Décorations
- Chevalier de la Légion d'honneur le 20 octobre 1878[1].

### Hommages
- Le 13 juillet 1912, la commune de Livry prend le nom de Livry-Gargan, du fait de l'importance prise par le quartier dit « Gargan » créé par des lotissements installés autour des usines de Louis-Xavier Gargan. Cette décision des autorités n'était pas partagée par la majorité des habitants qui préféraient « Livry-Sévigné », la Marquise de Sévigné étant également une personne marquante de la commune. Néanmoins c'est le nom de l'industriel qui restera lié à l'ancienne dénomination de la ville[4].